# 名勝世界壹號

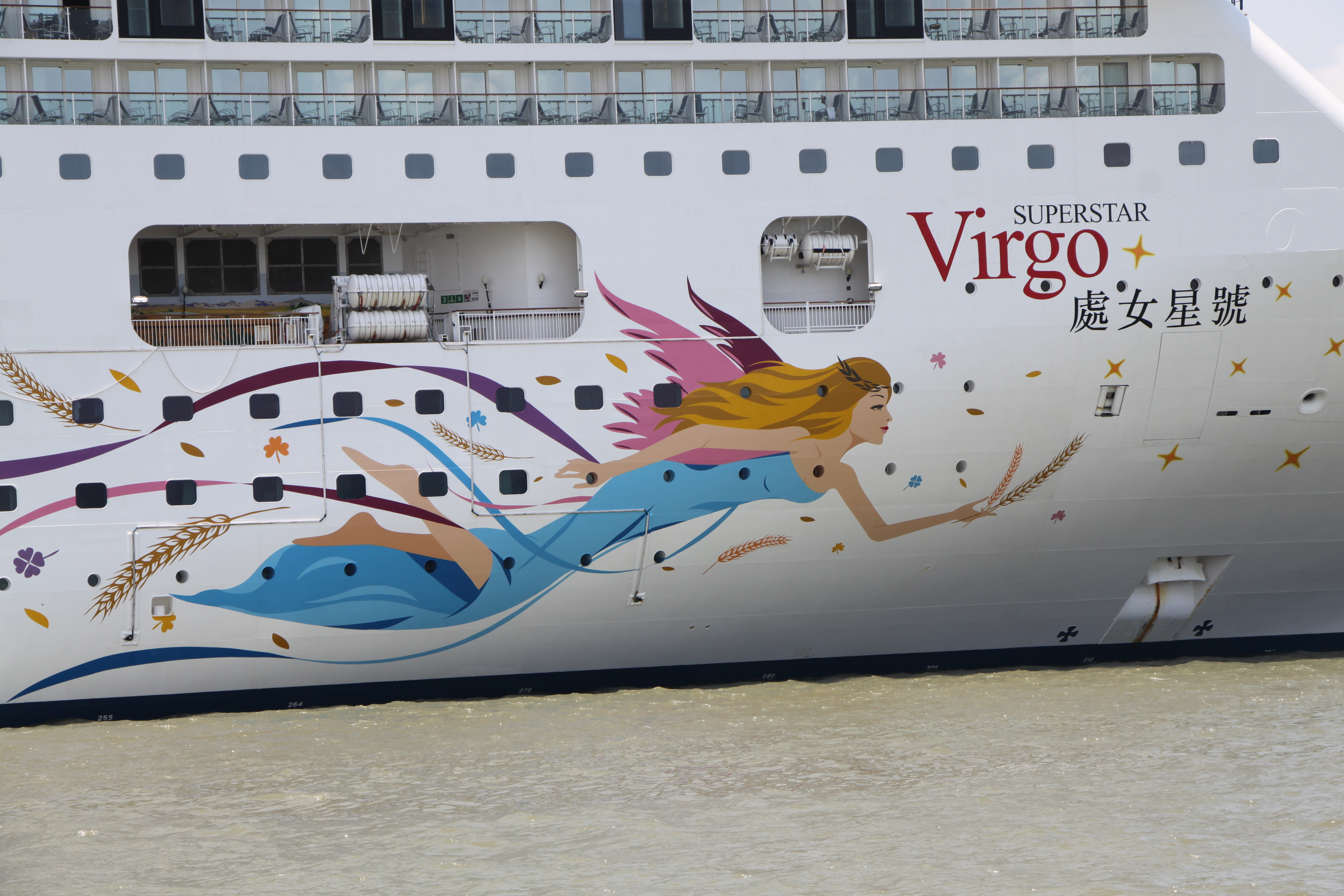
處女星號的標誌

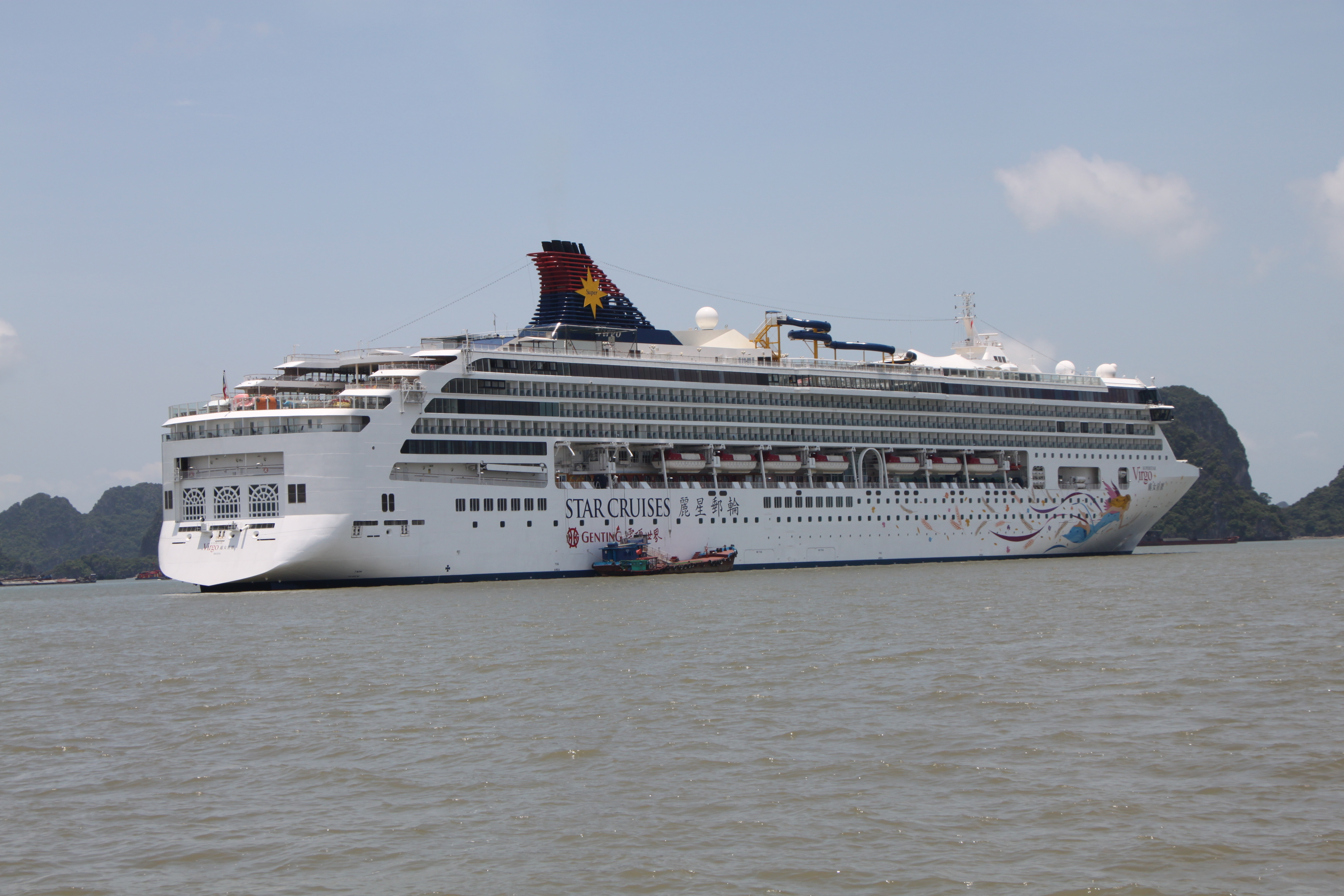
處女星號停泊在越南下龍灣

探索星號（英語：Star Navigator），原名勝世界壹號（英語：Resorts World One）為名勝世界郵輪（Resorts World Cruises）旗下的一艘郵輪，前身探索夢號（Explorer Dream）為星夢郵輪旗下最小噸位的郵輪，達到75,338噸，再前身為麗星郵輪的處女星號。她於1999年在德國帕彭堡邁爾造船公司建造

## 服務歷史
- 在 1999 年 10 月 10 日正式投入服務。
- 在 2012 年完成 2,500 萬美元的翻新工程。
- 2013 年 11 月 12 日，麗星郵輪宣佈將調配亞洲船隊中的最大型郵輪「處女星號」至香港，展開為期六個月的母港航次。
- 由 2014 年 4 月 7 日起至 10 月 26 日期間，「處女星號」將會是唯一一艘以香港為母港並提供定期目的地航次的國際郵輪。

在以香港為母港的六個月期間，「處女星號」每週提供由香港出發至高雄和台中以及由香港出發至三亞和下龍灣的兩個四天三晚航次，一個週末南中國海一晚航次。「處女星號」每月亦提供一個七天六晚的旅程，除了到訪高雄和台中外，旅客還可暢遊台灣最大的城市台北(基隆)。

- 2015年 2 月 10 日至 4 月 30 日, 麗星郵輪推出「免費郵輪住宿$200海上郵輪假期」活動，「處女星號」和以香港為母港的「雙魚星號」共同擔當香港至南中國海三天兩晚及兩天一晚航線。[9]
- 2016 年 11 月 13 日至 12 月 31 日期間，「處女星號」將由香港起航，漫遊東南亞，穿越赤道，探索南半球。

在 48 天的充實行程中，「處女星號」將帶領旅客橫跨亞洲和南半球，探索超過 20 個熱門的景點如峇厘島、曼谷、喀拉喀托、墨爾本、胡志明市及悉尼等等。

- 2016 年 1 月 3 日，「處女星號」於廣州(南沙港)開展六天五晚下龍灣、峴港及三亞首航以及首個周五出發之三天兩晚香港航線。[11]
- 2017 年 7 月 6 日至 11 月 30 日，「處女星號」以上海為母港，執行上海-大阪-東京（橫濱）-富士山（清水）-鹿兒島的八天七晚“黃金航線”。

- 2019年 2 月中正式完成任務，交给星夢郵輪作為新船「探索夢號」。

## 最新動態
2016 年 4 月 17 日，「處女星號」於廣州(南沙港)開展全年六天五晚日本沖繩宮古島、那霸以及首個周五出發之三天兩晚香港航線至2016年9月25日。
麗星郵輪2019年三月將處女星號交给星夢郵輪並改名為「探索夢號」。

2022年3月，以基隆港為母港的星夢郵輪「探索夢號」，因早前香港母公司宣布破產。探索夢號申請14日駛離基隆港，補給供貨商指控船方積欠貨款，航港局要求暫緩出港。郵輪公司的債權銀行後來出面，拿出美金15萬元與供貨商達成協議，探索夢號才獲准在17日下午4點半多啟航，駛離基隆港。

### 探索星號
2025 年 2 月，名勝世界郵輪宣布將品牌分割為新的麗星郵輪（現稱為「StarCruises」）和星夢郵輪。該船被分配給麗星郵輪公司並更名為探索星號。該船首航於3月4日從新加坡出發，隨後前往台灣，為期八個月，航行至日本和韓國。現與AsiaYo、鳳凰旅遊、大登旅行社等合作亞洲市場郵輪行程販售。

## 舊有處女星號的設施
（在中國大陸始發的航線，名稱出入較大，以【名稱】格式標註）
- 餐廳及酒吧：藍湖咖啡座【藍湖美食】(24小時亞洲特色小食店)、地中海自助餐廳【麗都自助餐廳The Lido】(國際美食自助餐 (室內))、侍軍日本料理餐廳、泰姬印度自助餐廳、皇府中國大酒樓【絲路花舞Silk Road】、Lab Made 分子雪糕專門店、雲頂宮【麗星餐廳Star Dining Room】、帕拉素法國餐廳、名士酒吧、Jack's 運動吧、醉煙廳【醇梦雪茄廊】、Lá Kaffe、妲芬娜酒吧
- 娛樂：麗都歌劇院【星座劇院】（每天有不同的精彩表演及電影）、麻將房、手機娛樂中心、卡拉OK房
- 運動、健身及康樂活動：運動甲版（籃球場、迷你高爾夫球場、緩跑徑）、星際甲版【銀河星夜總會】、觀景甲版、阿波羅溫泉及健身中心、奧斯卡美容及髮型屋、露天泳池、美星廳（多功能活动室）
- 購物：琫珍閣、精品廊Port O' Call、麗星精品店Star Bontique、熱點免稅店
- 娛樂場（賭場）：海星俱樂部、尊尚俱樂部、海上雲頂世界
- 旅客服務及公共區域：直升機停機坪、網路中心、閱讀室、船長室展覽館、活動中心、貨幣兌換中心、寫真廊、夕陽小徑、會員服務中心、中央大堂、漫歩徑、醫務中心、醉煙廳（會議室）

## 探索梦号/名勝世界壹號设施
- 餐饮:
  - 免费餐厅：丽都自助及烧烤餐厅 百味轩 星梦餐厅
  - 特色餐厅：

意大利披萨餐厅 海鲜烧烤餐厅（由名厨马克·贝斯特主理） 丝路花舞中餐厅 火锅 海马日本料理 蓝湖美食 加勒图雪糕吧 甜品汇 大堂咖啡 抹茶坊 面包工坊
- 酒吧：

露天吧 棕榈阁 雪茄廊
- 设施：

罗马泳池 「凯撒」滑水梯 综合运动场 健身中心 水疗中心 星梦精品廊 糖果屋 星座剧场 8 号宴会厅－多用途场地
- 青少年及儿童设施：

小小梦想家天地 船长室观景廊 动感地带 VR探索馆

## 姊妹船
獅子星號，在2004年轉手到挪威郵輪及更名為挪威精神號。

## 軼事
- 《推理要在晚餐後》電影版曾於船上拍攝，電影已於2013年8月上映。
- 因星夢郵輪面臨財政困難而倒閉，導致該船被名勝世界郵輪接手時改名為名勝世界壹號，而設施則維持不變。

## 外部連結
- 麗星郵輪處女星號網頁 （页面存档备份，存于）
- 「處女星號」全面升級再現經典[永久]